# Pyramide du Temps
La Pyramide du Temps, en allemand Zeitpyramide, est une œuvre d'art d'Allemagne, à Wemding, en Bavière, conçue par l'Allemand Manfred Laber. Elle consiste en la construction d'une pyramide de blocs de béton débutée en 1993 — l'année du 1 200e anniversaire de la ville — et qui sera achevée en 3183 au bout de 1 190 années. Chacun des 120 blocs qui compose la pyramide est mis en place tous les dix ans.

Vue en perspective axonométrique de la pyramide achevée avec les quatre premiers blocs posés.